# TTXGP

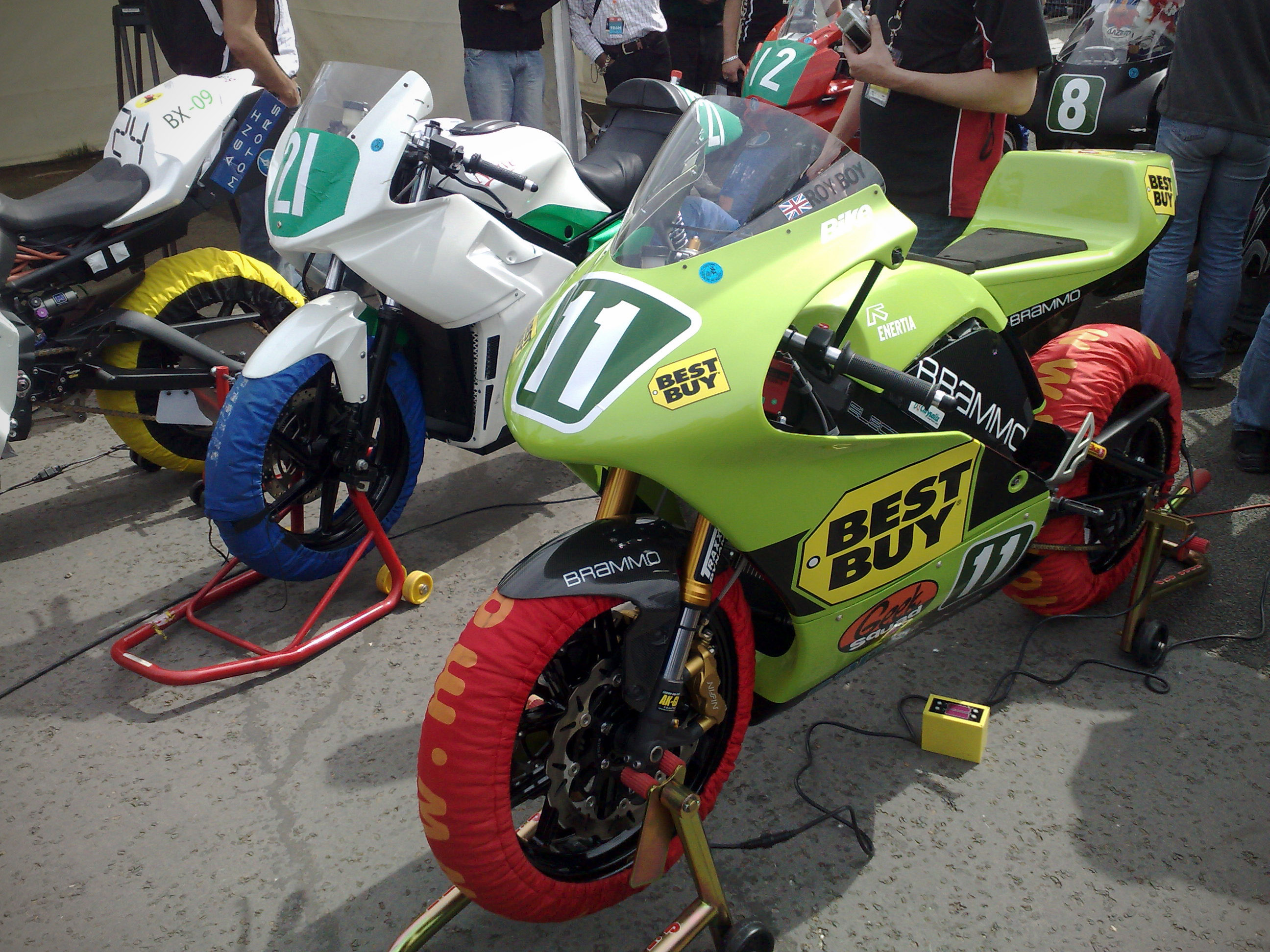
Elektromotorräder während der Vorbereitungen für das Rennen TTXGP 2009. Im Vordergrund das Brammo Enertia

Der TTXGP Time Trials Extreme Grand Prix war 2009 das erste Motorradrennen der Welt für Elektromotorräder. Es fand am 12. Juni 2009 auf der Isle of Man statt.
Gefahren wurde der traditionelle Snaefell Mountain Course, die 60,725 km lange Strecke aus abgesperrten Straßen, auf denen seit 1911 die Isle of Man TT, das älteste und härteste Motorradrennen der Welt, stattfindet.
Begründer des von der Fédération Internationale de Motocyclisme anerkannten Rennens war der Geschäftsmann Azhar Hussein. Das Rennen wurde innerhalb der TT veranstaltet.

## Sieger
Das schnellste der 15 tatsächlich angetretenen Motorräder, von denen sieben das Ziel erreichten, war die Agni X01 mit dem Fahrer Rob Barber mit einer Zeit von 25 Minuten und 53,5 Sekunden und einer Durchschnittsgeschwindigkeit von 141 km/h. Dies liegt knapp über dem Rundenrekord der 50-cm³-Klasse von 1966. Der aktuelle Streckenrekord der stärksten Benziner wird mit 211,754 km/h Durchschnittsgeschwindigkeit von John McGuinness gehalten.
Zweiter wurde Thomas Schönfelder vom deutschen XXL Racing Team, Dritter Mark Buckley vom US-Team Brammo.

## Teilnehmer
Gemeldet waren 19 Motorräder von 16 Teams aus sechs Ländern.

### Agni
Agni, ein britisch-indisches Team, wurde gesponsert vom Elektromotorenhersteller Agni. Dessen 11 kg schwere 16-Kilowatt-Gleichstrommotoren des Konstrukteurs Cedric Lynch gelten als konkurrenzlos, was das Verhältnis Gewicht/Leistung angeht. Zwei dieser luftgekühlten Gleichstrommotoren mit Permanentmagneten wurden in die Siegermaschine, eine Suzuki, eingebaut. Drei andere Motorräder mit diesem Motor blieben wegen Motorenschäden aber liegen. Die beiden Agni-Motoren sind fest auf eine Welle montiert, die über eine Kette getriebelos das Hinterrad antreibt. Agni setzte auf Lithium-Polymer-Akkumulatoren des Herstellers Kokam.

### XXL Racing
Das XXL Racing Team aus Kassel wurde von Thomas Schönfelder gegründet, der mit Benzinmotorrädern schon sechsmal beim Rennen auf der Isle of Man angetreten war. Partner für die Motorradkonstruktion wurden Thomas Schuricht, ein Experte für Chiptuning und Motorsteuerung, und Hochspannungspezialist Marko Werner, der beim Transrapid-Bau in Shanghai mitgewirkt hatte. Basis war ein Elektromotor, der 1998 im Audi Duo, einem von Audi und Siemens entwickelten aber eingestellten Hybridauto, im Einsatz war. Der 90-kW-Motor wurde für das Rennen auf 45 kW gedrosselt. Technisch handelte es sich um einen wassergekühlten bürstenlosen Siemens-Drehstrommotor. Der vom damaligen Entwickler beigesteuerte Motor wurde in eine Laverda eingebaut. Nach vielen vergeblichen Versuchen, an Batterien zu kommen, wurden schließlich Lithium-Mangan-Akkumulatoren von Sony eingesetzt, die auch im Elektroleichtauto Twike eingesetzt werden.

### Brammo
Das Team des US-Elektromotorradherstellers Brammo nutzte für seine Rennmaschine einen Motor des deutschen Elektromotorenherstellers Perm. Als Batterie nutzte Brammo selbstentwickelte Lithium-Cobaltdioxid-Akkumulatoren.

## Der Split: Das TTXGP als Ursprung dreier Rennserien
Alle drei Partner begründeten in Folge jeweils eine getrennte Rennserie:
- der Begründer Azhar Hussein die Rennserie TTXGP The eGrandPrix[8]
- der Veranstalter der Isle of Man TT, das Isle of Man Department of Economic Development, IOM TT Team auf der Insel die TT Zero als Teil der traditionellen Tourist Trophy Null(emission): "The Isle of Man Government Department of Economic Development has confirmed that the groundbreaking SES TT Zero Clean Emissions Motorcycle Challenge will again take place on the Isle of Man in 2012 as part of the annual TT Races meeting."[9]
- die Fédération Internationale de Motocyclisme (FIM) ihre FIM E-Power International Championship[10]

## Verweise